# Valle dello Shenandoah

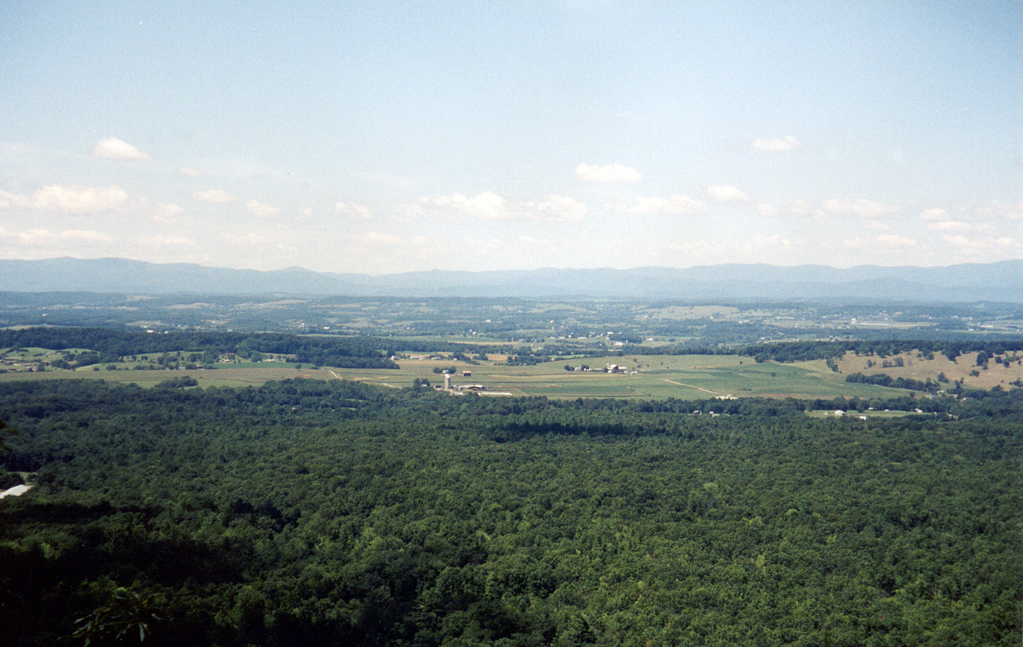
Una veduta attraverso la Valle dello Shenandoah

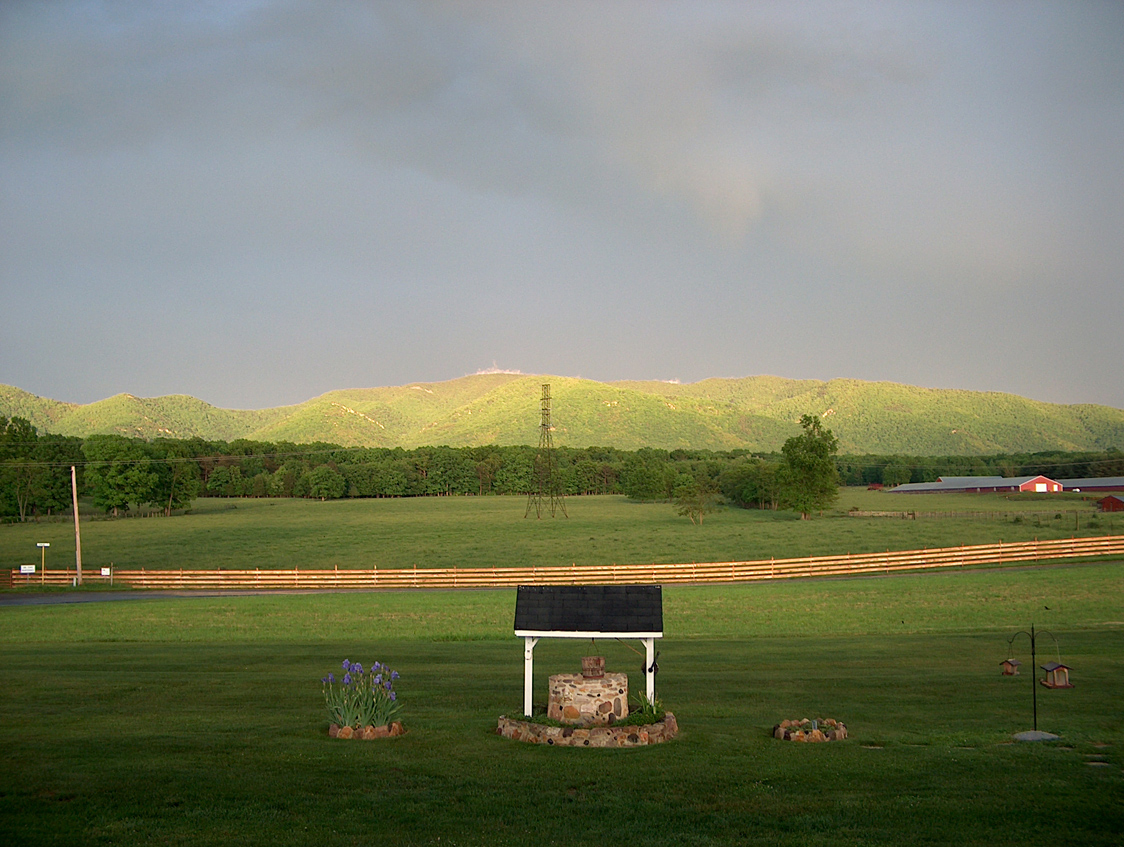
Una fattoria di pollame con i Monti Blue Ridge sullo sfondo

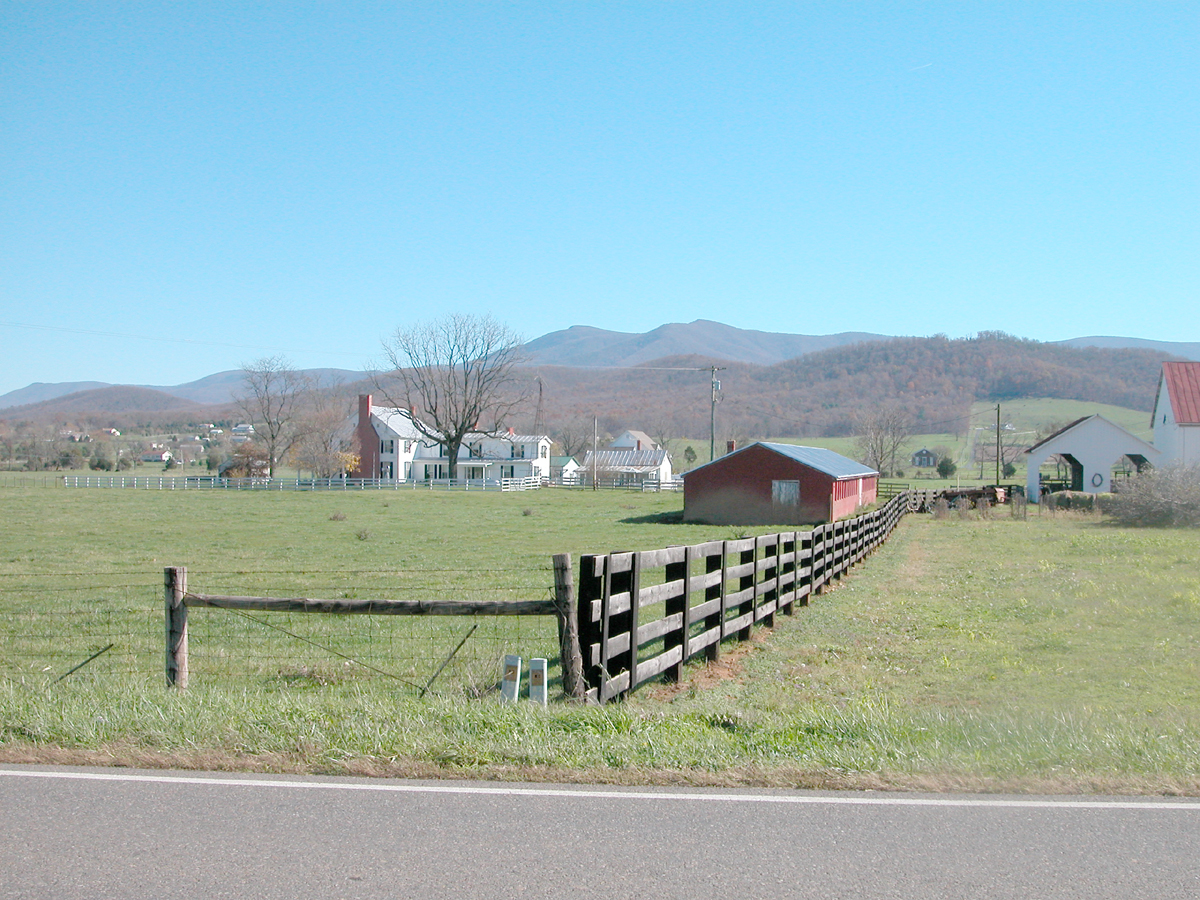
Una fattoria nella fertile Valle dello Shenandoah

La Valle dello Shenandoah (in inglese Shenandoah Valley) è una regione degli Stati Uniti, che nasce in Virginia Occidentale e si sviluppa in Virginia. Delimitata dai Monti Blue Ridge ad est e dagli Altipiani degli Appalachi e degli Allegani ad ovest, è situata all'interno della regione Ridge and Valley ed è una porzione della Grande Valle Appalachiana.

## Geografia
Chiamata così dal fiume che l'attraversa per gran parte della sua lunghezza, la Valle dello Shenandoah abbraccia sette contee in Virginia (Contea di Frederick, Contea di Clarke, Contea di Warren, Contea di Shenandoah, Contea di Page, Contea di Rockingham e Contea di Augusta) nonché due contee in West Virginia (Contea di Berkeley e Contea di Jefferson). Tra Roanoke a sud e Harper's Ferry a nord, dove il fiume Shenandoah si unisce al Potomac, la Valle contiene municipalità di varie dimensioni come Staunton, Harrisonburg, Winchester, Lexington, Waynesboro e Front Royal. La sezione settentrionale della Valle dello Shenandoah è tagliata a metà dalla catena del Monte Massanutten.

### Caverne notevoli
La Valle contiene una serie di caverne calcaree di grande rilevanza storica e geologica:
- Crystal Caverns
- Skyline Caverns
- Luray Caverns, dichiarate luogo di interesse naturalistico nazionale (National Natural Landmark) nel 1974
- Shenandoah Caverns
- Endless Caverns
- Massanutten Caverns
- Grand Caverns, dichiarate luogo di interesse naturalistico nazionale (National Natural Landmark) nel 1973
- Madison's Cave, visitata da George Washington; esplorata e resa pubblica da Thomas Jefferson
- Dixie Caverns

## Storia
La parola Shenandoah deriva da un'espressione dei nativi americani che significa "Bella Figlia delle Stelle". La strada che attraversa la valle (Valley Pike o Valley Turnpike) sorse come pista migratoria per le tribù come i Delaware e i Catawba e divenne un'arteria di grande importanza per le diligenze e, più tardi, per le automobili. A partire dal XX secolo, la Valley Turnpike divenne una strada a pagamento e fu acquistata infine dal Commonwealth della Virginia. In seguito, divenne l'autostrada U.S. 11. Per gran parte del percorso, la più recente Interstatale 81 procede parallela alla vecchia Valley Pike.
La Valle dello Shenandoah è una produttiva regione agricola. Malgrado le promesse del ricco suolo agricolo della valle, tuttavia, i Monti Blue Ridge furono un importante ostacolo all'espansione coloniale verso est. Sebbene fosse stata attraversata dalla spedizione oltramontana del governatore Alexander Spotswood, avvenuta a Swift Run Gap nel 1716, la valle fu colonizzata solo negli anni 1730 prima da immigrati tedeschi e poi da immigranti scozzesi-irlandesi. I primi erano noti come "Tedeschi di Shenandoah" (Shenandoah Deutsch) e si stabilirono a sud nella Valle dal fiume Potomac, a differenza di quelli di lingua inglese che si insediarono prevalentemente nelle regioni di Tidewater e Piedmont in Virginia.
Grazie alle sue risorse agricole e alla sua posizione strategica che permetteva l'accesso a Washington, la Valle dello Shenandoah fu teatro di numerosi scontri durante la Guerra di secessione americana. Alla vittoria confederata della Campagna della Valle, la celebre offensiva del generale Stonewall Jackson nel 1862 fece da contraltare la vittoria unionista del generale Philip Sheridan nelle tre altre campagne condotte nella valle da maggio ad ottobre del 1864.
Oggi la zona ospita la regione viticola americana (American Viticultural Area) della Valle dello Shenandoah.
Il compositore statunitense Frank Ticheli compose una sinfonia per Brass Band/ Wind Ensemble dal titolo Shenendoah commissionata dalla Hill Country Middle School Synphonic Band dedicata alla memoria di Jonathan Paul Cosentino.

## Riferimenti nella letteratura
La Valle dello Shenandoah fa da sfondo a Il mistero di Four-Pools (1908), quarto romanzo della scrittrice americana Jean Webster. Il ritrovamento del cadavere di uno dei personaggi (il colonnello Gaylord) avviene all'interno delle Luray Caverns, alcune tra le famose caverne calcaree della regione. Nel film del 1950 Rio Grande (in italiano Rio Bravo), diretto da John Ford, viene citato più volte lo scontro nella Valle dello Shenandoah perché legato alle vicende del protagonista, interpretato da John Wayne.